# Dragiša Vasić
Dragomir "Dragiša" Vasić (em sérvio:  Драгиша Васић; 2 de setembro de 1885 – 20 de abril de 1945) foi um advogado, escritor e publicitário sérvio que se tornou um dos principais ideólogos dos Chetniks durante a Segunda Guerra Mundial. Ele terminou a faculdade de direito em Belgrado e lutou com o exército sérvio durante as guerras dos Balcãs e a Primeira Guerra Mundial. Durante o período entre guerras, trabalhou como advogado e representou vários réus comunistas. Foi membro da Academia Sérvia de Ciências e Artes e tornou-se correspondente da Academia de Belas Artes em 12 de fevereiro de 1934. Em 1936, ingressou no Clube Cultural Sérvio e mais tarde tornou-se seu vice-presidente. Ele teria desenvolvido conexões com os serviços de inteligência soviéticos durante esse período.
Após a invasão da Iugoslávia pelo Eixo, ele se juntou aos Chetniks e se tornou um dos três membros mais importantes do Comitê Nacional Central estabelecido em agosto de 1941 pelo líder Chetnik Draža Mihailović. Vasić rapidamente se tornou o braço direito de Mihailović e assim permaneceu até 1943, quando Mihailović nomeou Stevan Moljević como chefe do Comitê Nacional Central. Em 1945, Vasić juntou-se ao comandante do Chetnik, Pavle Đurišić, e às suas forças quando estes começaram a retirar-se de Montenegro em direção à Eslovênia. Em abril de 1945, foi capturado ao lado de Đurišić e outros comandantes Chetnik pelas tropas Ustaše e levado para o campo de concentração de Jasenovac, onde foi executado junto com Đurišić e outros.

## Biografia

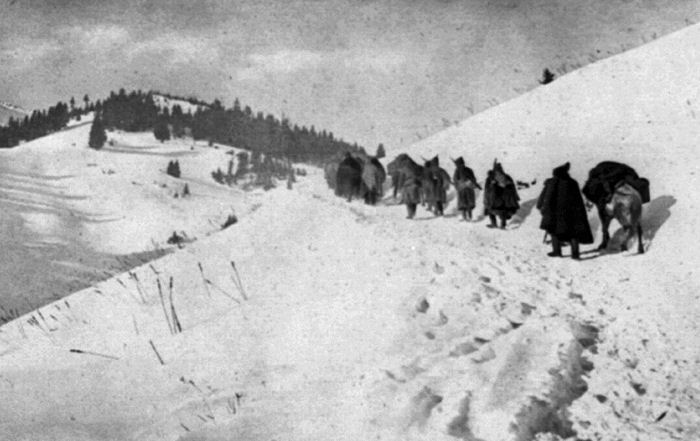
Uma coluna de soldados sérvios em retirada pelas montanhas albanesas, c. 1915. Vasić esteve envolvido na retirada do exército sérvio através do país durante a Primeira Guerra Mundial.

Dragiša Vasić nasceu em Gornji Milanovac, Reino da Sérvia, em 2 de setembro de 1885. Ele terminou a escola primária e o ginásio na cidade antes de se mudar para Belgrado para estudar direito. Entre 1912 e 1913, lutou nas Guerras dos Balcãs como oficial da reserva do Exército Sérvio e participou na Batalha de Kumanovo e na Batalha de Bregalnica. Ele continuou servindo no exército sérvio durante a Primeira Guerra Mundial e lutou na Batalha de Kolubara em novembro e dezembro de 1914. Retirou-se com as forças sérvias através da Albânia durante o inverno de 1915 e 1916 e desembarcou na ilha grega de Corfu, de onde foi transferido para a frente de Salônica. Em 1917, ele ficou desiludido com a dinastia Karađorđević após o Julgamento de Salônica, no qual o primo de Vasić, Ljubomir Vulović, foi condenado à morte e executado por ser membro da Mão Negra. 
Vasić foi desmobilizado no final da guerra, em novembro de 1918, e deixou o exército com a patente de capitão. Ele expressou sua oposição ao regente Alexandre ao ingressar no Partido Republicano  e tornou-se um dos editores do jornal independente sérvio Progres. As autoridades responderam às suas publicações convocando-o de volta para as forças armadas. Vasić participou em exercícios militares perto da fronteira com a Albânia e mais tarde foi transferido para o 30º Regimento de Infantaria, que esteve envolvido na repressão de uma revolta no norte da Albânia. 
Começou a exercer a advocacia em Belgrado em 1921 e, em janeiro de 1922, representou vários réus comunistas acusados de tentativa de assassinato do rei Alexandre. Mais ou menos na mesma época, ele se tornou um bom amigo do acadêmico Slobodan Jovanović, que na época se opunha ao Partido Radical Popular (NRS) de Nikola Pašić, no poder.  Em 1922, tornou-se amigo íntimo do escritor croata Miroslav Krleža, que contribuía regularmente para a revista de Vasić, Književna republika (República Literária). Juntamente com um grupo de escritores sérvios proeminentes, ele foi um dos fundadores do centro PEN iugoslavo em 1926. Em 1927, Vasić visitou a União Soviética com Vladislav S. Ribnikar e Sreten Stojanović. Ele se tornou um dos editores da revista esquerdista Nova literatura no final de 1928.  Na época da proclamação da ditadura real do rei Alexandre, em 6 de janeiro de 1929, Vasić era amplamente considerado um simpatizante do comunismo. como resultado da sua insatisfação com os desenvolvimentos políticos do pós-guerra no Reino dos Sérvios, Croatas e Eslovenos.  Em 1931, ele usou as suas ligações com o general Petar Živković para garantir a libertação de Đuro Cvijić, um antigo líder do Partido Comunista da Iugoslávia que tinha sido condenado à morte pelas autoridades.  Vasić foi membro da Academia Sérvia de Ciências e Artes (SANU) e tornou-se correspondente na Academia de Belas Artes em 12 de fevereiro de 1934. 
Vasić deixou o Partido Republicano e, com o incentivo de Jovanović, fundou o nacionalista Clube Cultural Sérvio  em 1936.  Mais tarde, ele se tornou seu vice-presidente.  Antes da Segunda Guerra Mundial, ele editou um periódico intitulado Srpski glas (Voz Sérvia). Juntamente com Milan Žujović e Milan Nikolić, Vasić foi membro do Conselho Executivo da sociedade secreta Konspiracija, (em sérvio:  Конспирација), estabelecido em 8 de agosto de 1938 para realizar um golpe de estado e derrubar o regime do Príncipe Paulo com o apoio do Reino Unido. Ele ficou do lado dos nacionalistas sérvios durante a crise da concordata em 1938 e se opôs ao Acordo de Cvetković–Maček de agosto de 1939, que concedeu maior autonomia à Croácia dentro do Reino da Iugoslávia.  Foi relatado que Vasić teve alguns contatos com os serviços de inteligência soviéticos. 

## Segunda Guerra Mundial

### Comitê Nacional Central, Congresso de Ba e Operação Halyard

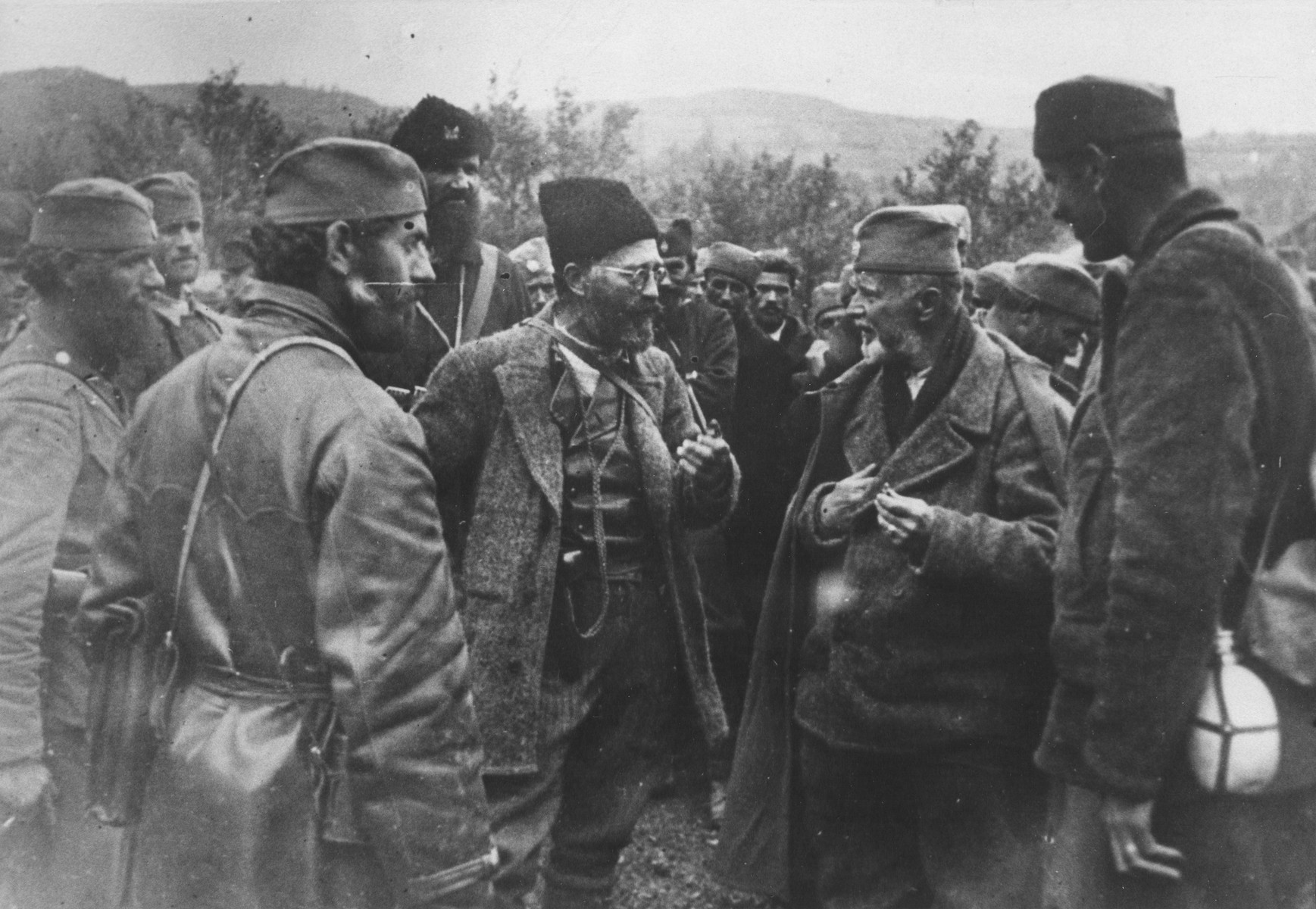
Vasić (segundo da direita) falando com Draža Mihailović e outros Chetniks.

Vasić alinhou-se com Draža Mihailović e seus Chetniks no verão de 1941, após a invasão da Iugoslávia pelo Eixo naquele abril.  Em agosto, Mihailović nomeou-o para o Comitê Nacional Central. Vasić foi um dos três membros mais importantes do comité, sendo os outros dois o advogado sérvio-bósnio, Dr. Stevan Moljević, e o antigo sócio jurídico de Vasić e também republicano, Mladen Žujović. Os três formaram o chamado Conselho Executivo de Mihailović durante grande parte da guerra, e Vasić foi especificamente designado como o indivíduo que sucederia Mihailović como líder do movimento Chetnik caso algo acontecesse com ele.  Em algum momento de 1941, Mihailović designou Vasić como chefe do comitê. Segundo o historiador Stevan K. Pavlowitch, Vasić era efetivamente o braço direito de Mihailović.  O Comité Central aconselhou-o em questões de política interna e internacional e manteve ligação com seguidores civis dos Chetniks na Sérvia e outras regiões.  O historiador Jozo Tomasevich observa que Vasić era "inadequado" para ser o chefe do comité, devido à sua "personalidade e falta de experiência política". 

Vasić tornou-se um dos dois principais ideólogos do Chetnik, ao lado de Moljević.  Ele começou a expressar opiniões veementemente anticomunistas depois de se juntar aos Chetniks e se opôs a qualquer colaboração com os alemães e italianos. Ele escreveu:
Sempre apoiei a ideia de me opor aos comunistas. Isto é o que tenho dito ao Comandante [Mihailović] desde o primeiro dia. Mas também o aconselhei que o seu extermínio deveria ser deixado aos alemães e aos italianos. Precisaríamos apenas de proteger o território, como fizemos na Sérvia em 1941. De forma alguma deveríamos lutar contra eles com as forças de ocupação. A guerra civil, que o Comandante instigou, não é popular entre o nosso povo. Nosso povo ama a liberdade e odeia qualquer um que tente escravizá-lo. Por esta razão, não podem aceitar a colaboração aberta de alguns dos nossos comandantes com as tropas alemãs e italianas, que os submeteram a um terror indescritível e a crimes atrozes. Isto é o que há de mais horrível para nós e que pode trazer uma verdadeira catástrofe. Estou cada vez mais convencido de que esta colaboração aberta dos nossos comandantes com as tropas italianas e alemãs é a principal razão das nossas derrotas no combate com os Partidários, tanto militar como politicamente.
Moljević escreveu a Vasić em dezembro de 1941 e delineou seu plano para a limpeza da Iugoslávia de todos os elementos não-sérvios por refugiados sérvios. Ele afirmou que os sérvios deveriam assumir o controle de "todos os pontos estratégicos" na Iugoslávia e afirmou que um grande estado sérvio era o motivo pelo qual os sérvios lutavam desde a época de Karađorđe  Em fevereiro de 1942, Vasić recebeu uma carta de Moljević sobre a criação de uma Grande Sérvia que se estendesse até a Dalmácia e a costa do Adriático. Moljević escreveu que a "limpeza" ( čišćenje ) de todos os não-sérvios seria necessária para que tal estado sobrevivesse. Afirmou que os croatas deveriam ser deportados para a Croácia e os muçulmanos para a Albânia ou a Turquia.  A autora Mitja Velikonja escreve que Vasić endossou tal plano.  Em 1943, ele renunciou ao cargo de chefe do Comitê Nacional Central em protesto contra a colaboração contínua de Chetnik com os italianos.  Ele foi sucedido por Moljević.  Tomasevich observa que a qualidade do aconselhamento político que Mihailović recebeu não melhorou mesmo depois de Moljević ter substituído Vasić como seu principal conselheiro político. 
Vasić opôs-se ao Congresso de Ba, organizado pelos Chetniks entre 25 e 28 de janeiro de 1944 na aldeia sérvia de Ba. Ele se opôs particularmente aos conceitos políticos apresentados por Moljević e pelo político socialista Živko Topalović, afirmando: "Não sei por que o Comandante [Mihailović] precisava deste congresso; tenho que admitir que [foi] um circo de formalidades no que diz respeito Estou preocupado." 
Em julho de 1944, Vasić e sua esposa se reuniram com Richard Felman e outros pilotos americanos, cujos B-24 Liberators foram abatidos pelos alemães perto da vila sérvia de Pranjani. Vasić disse a Felman que os Chetniks fariam tudo ao seu alcance para proteger os aviadores abatidos e explicou que os alemães tinham descoberto os destroços do avião de Felman. Vasić disse-lhe que recuperaram o corpo de um piloto americano morto e designaram um jovem Chetnik chamado Miodrag Stefanović para ser guarda-costas de Felman.  Felman foi uma das centenas de aviadores americanos que foram resgatados pelos Chetniks durante a Operação Halyard, e passou grande parte de sua vida falando fervorosamente sobre a dívida que tinha para com os Chetniks. 

### Retirada e morte

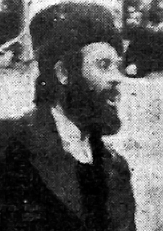
Comandante do Chetnik, Pavle Đurišić. Em 1945, Vasić juntou-se a Đurišić e aos seus Chetniks numa tentativa de chegar à Eslovênia e fugir dos comunistas.

Vasić e muitos outros comandantes Chetnik recusaram-se a aceitar a decisão de Mihailović de retirar todos os Chetniks da Sérvia para Sandžak e nordeste da Bósnia após a Ofensiva de Belgrado no final de 1944.  Vasić decidiu abandonar Mihailović e mover-se para o oeste independentemente dele.  Ele se juntou ao comandante do Chetnik Pavle Đurišić e suas forças quando eles começaram a retirar de Montenegro em direção à Eslovênia. O historiador Jozo Tomasevich escreve que esta decisão é um indicativo de quão divididos os Chetniks estavam no final da guerra. 
Đurišić providenciou para que as forças de Dimitrije Ljotić já no Ljubljana Gap o encontrassem perto de Bihać, no oeste da Bósnia, e ajudassem na sua movimentação.  Ao todo, cerca de 10.000 Chetniks e refugiados civis sérvios juntaram-se a Đurišić na sua retirada para oeste.  Para chegar a Bihać, Đurišić fez um acordo de salvo-conduto com elementos das Forças Armadas do Estado Independente da Croácia (HOS) e com o separatista montenegrino Sekula Drljević. Os detalhes do acordo não são conhecidos, mas parece que Đurišić, Ostojić e Baćović e suas tropas deveriam cruzar o rio Sava para a Eslavônia, onde seriam alinhados com Drljević como o "Exército Nacional Montenegrino", com Đurišić mantendo o comando operacional. Os Chetniks, no entanto, parecem ter tentado ser mais espertos que as forças HOS e Drljević, enviando os seus doentes e feridos para o outro lado do rio, mas mantendo as suas tropas aptas a sul do rio, após o que começaram a movê-los para oeste. Assediados tanto pelas tropas do HOS como pelos Partidários, chegaram ao rio Vrbas, que começaram a atravessar. Na Batalha do Campo de Lijevče, ao norte de Banja Luka, a força combinada Chetnik foi duramente derrotada por uma forte força HOS que possuía tanques fornecidos pelos alemães. Após esta derrota e a deserção de uma das suas subunidades para Drljević, Đurišić foi induzido a negociar diretamente com os líderes das forças HOS sobre o futuro movimento dos Chetniks em direção ao Ljubljana Gap. No entanto, isso parece ter sido uma armadilha, pois ele foi atacado e capturado por eles a caminho da reunião.  Em 20 de abril, Đurišić, Baćović, Vasić e Ostojić foram levados para a prisão de Stara Gradiška, perto de Jasenovac. Os Ustaše os reuniram em um campo ao lado de 5.000 outros prisioneiros Chetnik e fizeram com que Drljević e seus seguidores selecionassem 150 oficiais Chetnik e intelectuais não combatentes para execução.  Đurišić, Baćović, Vasić e Ostojić estavam entre os selecionados.  Eles e os outros foram carregados em barcos pelo Ustaše e levados através do rio Sava, para nunca mais serem vistos. É relatado que eles foram mortos no próprio campo de concentração de Jasenovac ou em um pântano nas proximidades.  Tanto as forças do NDH quanto Drljević tinham motivos para capturar Đurišić. As forças do NDH foram motivadas pelo terror em massa cometido por Đurišić sobre a população muçulmana em Sandžak e no sudeste da Bósnia, enquanto Drljević se opôs ao apoio de Đurišić a uma união da Sérvia e Montenegro que ia contra o separatismo de Drljević.  Drljević e sua esposa foram descobertos pelos seguidores de Đurišić após a guerra e mortos em um campo de refugiados austríaco. 

## Obras literárias
Vasić foi um dos mais eminentes escritores sérvios do período entre guerras.  Seu primeiro livro, intitulado Karakter i mentalitet jednog pokoljenja (O caráter e a mentalidade de uma geração), foi publicado em 1919, logo após o fim da Primeira Guerra Mundial. Um livro intitulado Dva meseca u jugoslovenskom sibiru (Dois meses no Sibéria Iugoslava) foi publicado em 1920, pouco depois de ele retornar a Belgrado após exercícios militares na fronteira com a Albânia.  O termo "Sibéria Jugoslava" foi cunhado por Vasić e referia-se à região do Kosovo.  Em 1922, Vasić publicou uma coleção de contos intitulada Utuljena kandila (Velas Inflamadas) e um romance intitulado Crvene magle (Névoas Vermelhas).  O professor Stanko Korać considera Crvene magle um dos trinta romances iugoslavos mais representativos do período entre guerras. 
Vasić concentrou-se na escrita durante os cinco anos seguintes, entre 1922 e 1927, e publicou vários artigos sobre literatura clássica russa.  Em 1924, ele publicou um livro intitulado Vitlo i druge priče ("Guincho" e outras histórias) e em 1926 publicou um romance intitulado Bakić Ulija . Ao retornar da União Soviética em 1927, escreveu um livro intitulado Utisci iz Rusije (Impressões da Rússia), que foi publicado no ano seguinte. Em 1932, publicou um romance intitulado Pad sa građevine (Queda de um prédio), após o qual se tornou menos ativo nos círculos literários. 

## Legado
Após a Segunda Guerra Mundial, as novas autoridades comunistas da Iugoslávia declararam Vasić um colaborador e proibiram todas as suas obras.  Os editores sérvios começaram a imprimir suas obras na década de 1980, após a morte de Josip Broz Tito.  Em 1985, o escritor sérvio Dobrica Ćosić publicou um romance que retratava Vasić de uma forma simpática. 
Os autores sérvios discordam sobre se Vasić era um agente comunista nas fileiras do Chetnik. Os primeiros apelos à reabilitação de Vasić na Jugoslávia surgiram em 1988. Passaram mais de vinte anos até que fosse oficialmente reabilitado pelo Governo da Sérvia, em 3 de Dezembro de 2009, a pedido da sua filha. 